# Craig Lamar Traylor
Craig Lamar Traylor (* 19. März 1989 im San Bernardino County, Kalifornien) ist ein US-amerikanischer Filmschauspieler.

## Leben
Sein Schauspieldebüt gab der erst siebenjährige Traylor 1996 in einer Episode der Fernsehserie Emergency Room. Sein Szenenpartner war George Clooney. Danach wirkte er in der 1996 produzierten Komödie Matilda an der Seite von Danny DeVito und Mara Wilson mit, ehe er 2000 seine wohl bekannteste Fernsehrolle erhielt. Bis 2006 stellte Traylor in 57 Episoden der Comedyserie Malcolm mittendrin den asthmatischen Freund von Malcolm, Stevie Kernaban, dar. Er lebte für einige Zeit zusammen mit seiner Mutter Meshiel, einer Jugendtherapeutin, und seinem Vater Gregory, dem Manager eines Planierraupen produzierenden Unternehmens, in Los Angeles.
Es folgte eine künstlerische Pause bis 2011, als er in der Komödie Dance Fu zu sehen war. Inzwischen lebt er in Kalifornien.

## Auszeichnungen
- Traylor wurde bisher mit zwei Young Artist Awards ausgezeichnet, und war drei weitere Male dafür nominiert.[1][2]

## Filmografie
- 1996: Emergency Room – Die Notaufnahme (Emergency Room)
- 1996: Matilda
- 2000–2006: Malcolm mittendrin (Malcolm in the Middle, Fernsehserie, 57 Folgen)
- 2002: Lass Dir was einfallen! (Get a Clue)
- 2011: Dance Fu